# Spathius phymatodis
Spathius phymatodis är en stekelart som beskrevs av Fischer 1966. Spathius phymatodis ingår i släktet Spathius och familjen bracksteklar. Inga underarter finns listade i Catalogue of Life.